# Phyllopodopsyllus gertrudi
Phyllopodopsyllus gertrudi is een eenoogkreeftjessoort uit de familie van de Tetragonicipitidae. De wetenschappelijke naam van de soort is voor het eerst geldig gepubliceerd in 1984 door Kunz.